# Cortney Casey
Cortney Ann Casey, född 5 maj 1987 i Tucson, är en amerikansk MMA-utövare som sedan 2015 tävlar i organisationen Ultimate Fighting Championship.